# Africalpe
Africalpe é um gênero de traça pertencente à família Arctiidae.

## Espécies
- Africalpe intrusa Krüger, 1939
- Africalpe nubifera Hampson, 1907
- Africalpe vagabunda Swinhoe, 1884